# La Brûlure de mille soleils
Pour plus de détails, voir Fiche technique et Distribution.
La Brûlure de mille soleils est un court métrage réalisé par Pierre Kast en 1965. Le film est dédié à Barbara Aptekman.

## Fiche technique
- Titre : La Brûlure de mille soleils
- Réalisation : Pierre Kast
- Scénario et texte du commentaire : Pierre Kast
- Dessins : Eduardo Luiz
- Images : Jacques Maillet (Atelier Martin-Boschet)
- Images extérieurs : Willy Kurant
- Musique et effets sonores : Bernard Parmegiani
- Montage : Chris Marker
- Assistants monteur : Delphine Desfons, Françoise London, Catherine Vitsoris
- Production : Argos-Films, Clara d'Ovar, Service de Recherche de l'ORTF
- Producteur exécutif : Anatole Dauman
- Couleur : Eastmancolor
- Société de production : Argos Films et Service de la Recherche de l'ORTF
- Pays :  France
- Genre : Animation et science-fiction
- Durée : 25 minutes
- Dates de sortie : 
  -  France : 1965

## Distribution
- Barbara Aptekman
- Alexandra Stewart
- Nicole Karen
- Deborah Romano
- Pierre Vaneck, commentaire
- Barbara Laage, commentaire